# 宮崎市立広瀬中学校
宮崎市立広瀬中学校（みやざきしりつ ひろせちゅうがっこう）は、宮崎県宮崎市佐土原町にある公立中学校。

## 沿革
- 1947年5月8日 - 広瀬村立広瀬中学校として開校。
- 1949年12月1日 - 校章制定。
- 1950年5月15日 - 校歌制定。
- 1957年4月1日 - 校旗制定。
- 1958年4月1日 - 佐土原町との合併に伴い佐土原町立広瀬中学校に改称。
- 1966年3月4日 - 体育館竣工。
- 1969年9月27日 - プール竣工。
- 1986年4月1日 - 久峰中学校が分離し開校。
- 2000年3月10日 - 新体育館竣工。
- 2006年1月1日 - 宮崎市への編入に伴い宮崎市立広瀬中学校に改称。

## 学区
宮崎市立広瀬小学校の通学区域

## 交通手段
- 宮崎交通バス「広瀬学校下」停留所より徒歩3分。
- 徒歩

## 校内組織
- クラスセクション
- スクールワイドセクション
- ローカルセクション　※臨時の実行委員・生徒会執行部は変更なし。

## 部活動
校内部活動
- ソフトテニス
- 女子バレー
- 男子バレー
- 男女バスケットボール
- 野球
- サッカー
- 卓球
- 吹奏楽
- 美術

※宮崎市は国のガイドラインなど（リーフレット参照）を受け、令和5年度より「部活動の適正の維持」および「教員の労働環境改善」を目的に「部活動の地域連携・移行」を進めている。期間は令和5年度秋から令和8年度秋を目途に、まずは休日において地域連携・移行を行う。
校外部活動
- 陸上
- 体操
- 水泳
- 柔道

## 学校行事
- 4月 - 入学式・対面式・結団式
- 5月 - 体育大会・選手激励会
- 6月 - 生徒総会
- 7月 - 選手激励会
- 8月 - PTA奉仕作業
- 9月 - 生徒会立会演説会及び選挙
- 10月 - 文化発表会・生徒会任命式及び退任式
- 11月 - 新入生説明会
- 12月 - 修学旅行（2年）
- 1月 - 職場体験（1年）
- 2月 - 専門委員会
- 3月 - クラスマッチ・学年遠足・卒業式

## 特色
ボランティア活動
地域の海岸清掃など
探求学習
職業体験・地域セミナー

## 著名な出身者
- 菊川優希（柔道家）